# Мозамбичка струја
Мозамбичка струја је топла струја, која настаје од вода Јужноекваторијалне струје која се долазећи истока одбијаја од обале Африке и скреће ка југу. Том приликом формира се струја која пролази кроз Мозамбички канал између Мозамбика и Мадагаскара. Даље према југу, излазећи из канала утиче у воде Агуљас струје.